# Саланг (тунель)

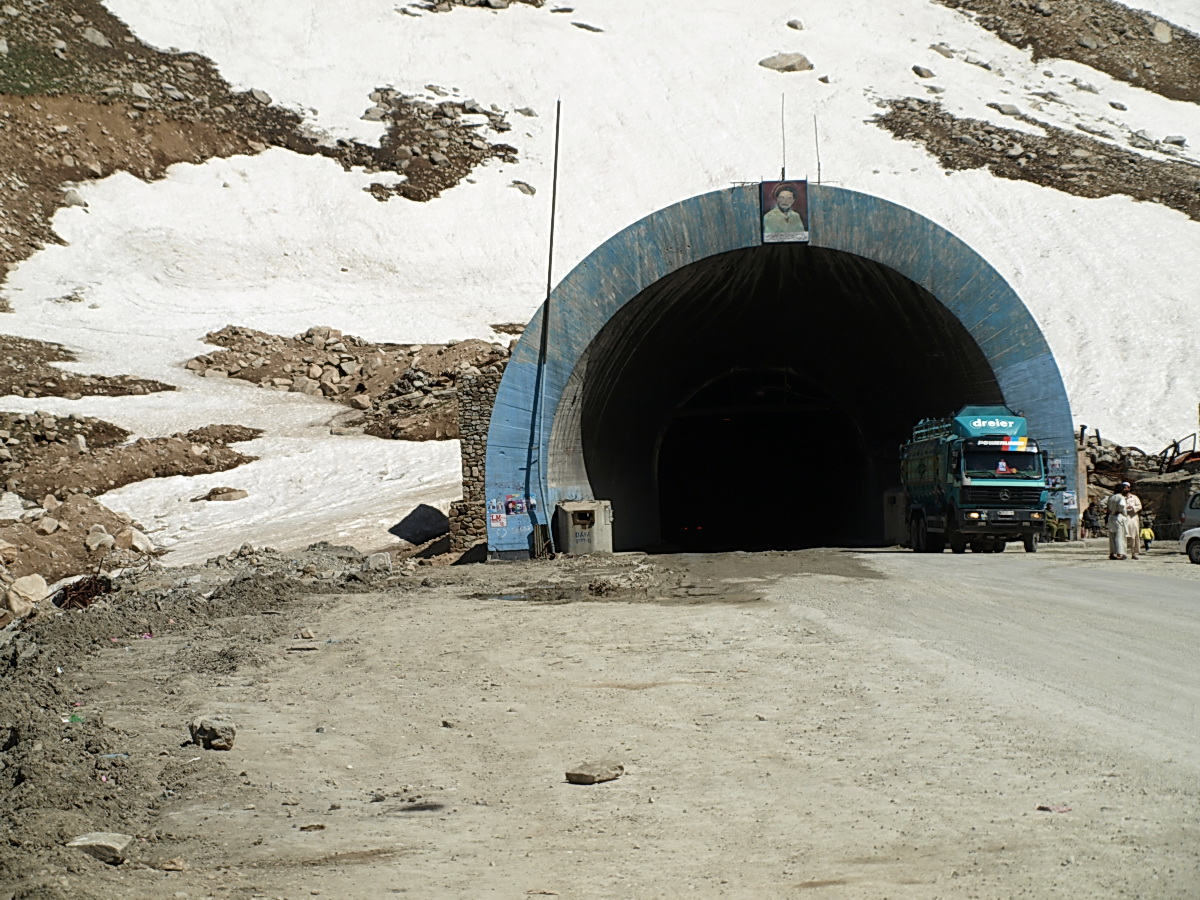
Портал тунелю з боку провінції Баглан

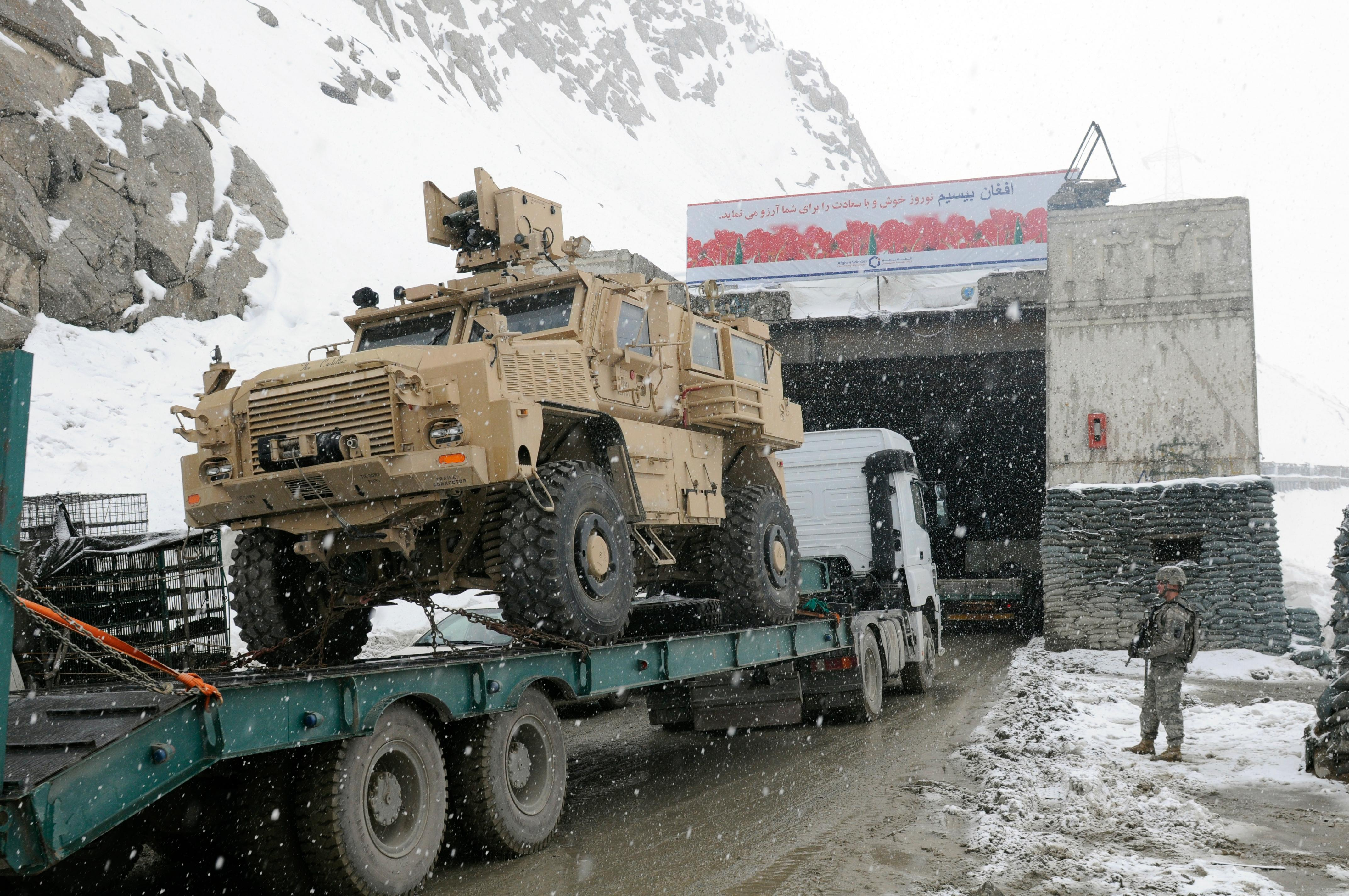
Американський військовий конвой біля порталу

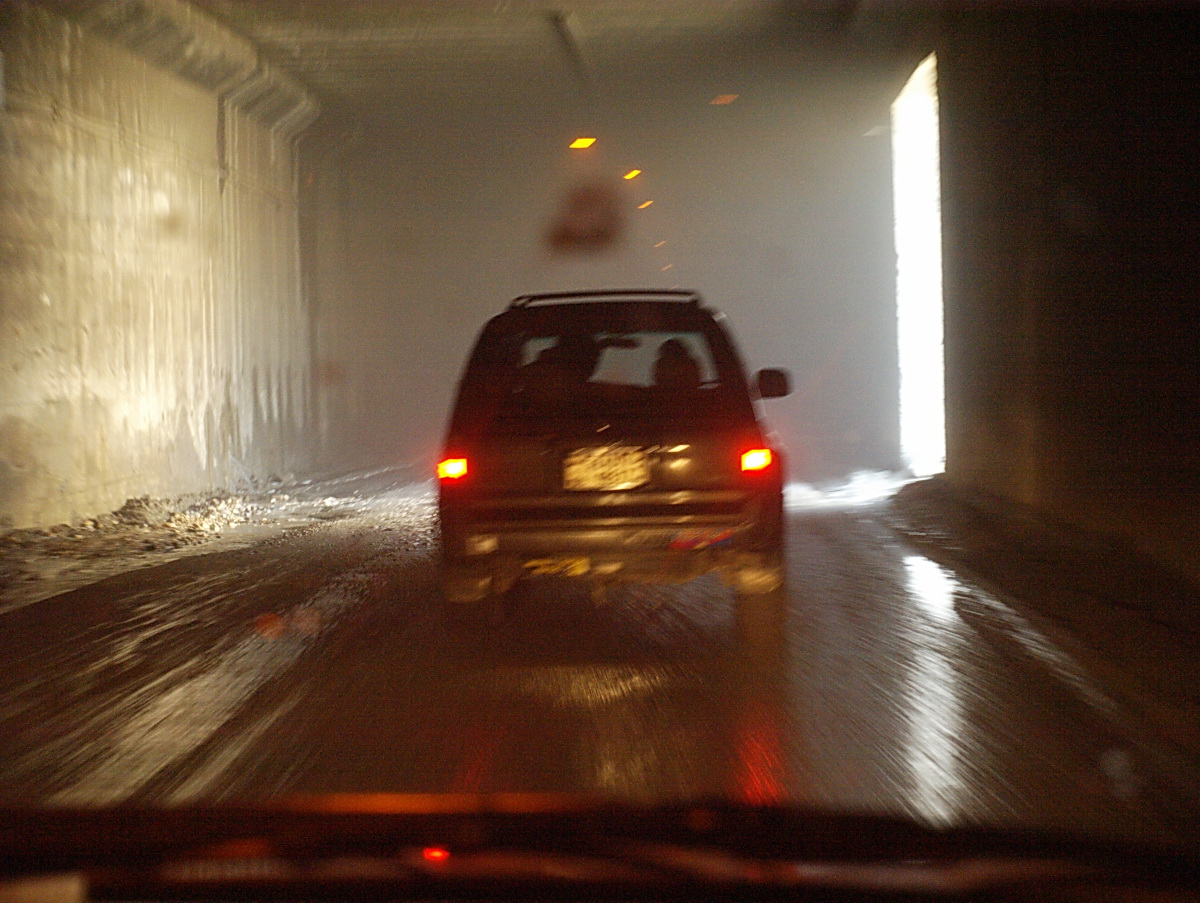
Автівка прямує тунелем

35°19′19″ пн. ш. 69°01′37″ сх. д. / 35.322083333333° пн. ш. 69.026944444444° сх. д.
Тунель Саланг (перс. تونل سالنگ Tūnel-e Sālang) —тунель 2,6 км завдовжки розташований на перевалі Саланг у горах Гіндукуш між провінціями Парван і Баглан, Афганістан. Побудований радянськими фахівцями, головним чином московськими метробудівцями, в 1958—1964 роках в районі перевалу Саланг з метою поліпшення зв'язку Північного Афганістану із Кабулом. Тунель на 2010-і роки відремонтовано і реконструйовано. Від семи до десяти тисяч автомобілів проходить через тунель щодня.
Тунель Саланг є єдиним маршрутом в напрямку північ-південь що є в експлуатації протягом всього року
З часу початку експлуатації в 1964 р. і до 1973 р. вважався найвищим автодорожнім тунелем у світі, висота порталів над рівнем моря — 3400 м (У 1973 було побудовано Тунель Ейзенхауера в Скелястих горах (найвища точка 3401 м)). Довжина тунелю 2,67 км (разом з вихідними галереями 3,6 км) . Ширина проїзної частини 6 м. У 1986 р. була проведена електрифікація та встановлено систему вентиляції. Рух автотранспорту був одностороннім. У роки громадянської війни між Північним Альянсом і талібами Саланг став природною перешкодою і в 1997 році тунель був підірваний щоб не допустити просування талібів на північ. У 2002 році після об'єднання країни тунель був знову відкритий.

## Події
Під час Афганської війни в тунелі сталися два випадки масової загибелі радянських військовослужбовців. 23 лютого 1980 в результаті ДТП радянська колона зупинилася і 18 військовослужбовців задихнулися вихлопними газами.
Інша, ще масштабніша трагедія, сталася 3 листопада 1982, коли в результаті затору, що виник за тунелем, всередині загинуло понад 56 військовослужбовців і невідоме число цивільних осіб-афганців. Кровопролитні бої йшли також під час операції «Тайфун».